# 洪遵
洪遵（1120年—1174年），字景严，饶州鄱阳县（今江西省鄱阳县古县渡镇）人，洪皓次子，南宋钱币学家。著作有《泉志》，为现有最早的钱币学著作；以及《譜雙》，收集各地雙陸棋的玩法。